# Wenau
Wenau is een plaats in de Duitse gemeente Langerwehe, deelstaat Noordrijn-Westfalen, en telt 39 inwoners (2007). De plaats bestaat hoofdzakelijk uit het klooster met de kloosterkerk Wenau.
Ten oosten van Wenau bevindt zich het bosgebied van de noordelijke Eifel. In dit bos staat kasteel Laufenburg.